# Система Поліванова
Японська писемність
Ієрогліфи 漢字
Абетка 仮名
- Хіраґана 平仮名
- Катакана 片仮名
- Манйоґана 万葉仮名
- Хентайґана 変体仮名
- Джіндай моджі

Використання
- Фуріґана 振り仮名
- Окуріґана 送り仮名

Латиниця

Українська кирилиця
Система Поліванова — система запису кирилицею фонем або знаків письма японської мови, розроблена російським мовознавцем Євгенієм Полівановим.
У радянські часи перекладні варіанти Системи Поліванова використовували в академічних виданнях в Україні.

## Історія
Система транслітерації Євгенія Поліванова (1930) для російської мови. Розроблена 1917 року, переглянута 1930 року. У часи Радянського союзу була офіційною системою в усіх радянських академічних виданнях. Після 1991 залишалася найуживанішою системою в Росії.
| あ / ア а   | い / イ и   | う / ウ у   | え / エ э   | お / オ о   |                 |                 |                 |
| か / カ ка  | き / キ ки  | く / ク ку  | け / ケ кэ  | こ / コ ко  | きゃ / キャ кя  | きゅ / キュ кю  | きょ / キョ кё  |
| さ / サ са  | し / シ си  | す / ス су  | せ / セ сэ  | そ / ソ со  | しゃ / シャ ся  | しゅ / シュ сю  | しょ / ショ сё  |
| た / タ та  | ち / チ ти  | つ / ツ цу  | て / テ тэ  | と / ト то  | ちゃ / チャ тя  | ちゅ / チュ тю  | ちょ / チョ тё  |
| な / ナ на  | に / ニ ни  | ぬ / ヌ ну  | ね / ネ нэ  | の / ノ но  | にゃ / ニャ ня  | にゅ / ニュ ню  | にょ / ニョ нё  |
| は / ハ ха  | ひ / ヒ хи  | ふ / フ фу  | へ / ヘ хэ  | ほ / ホ хо  | ひゃ / ヒャ хя  | ひゅ / ヒュ хю  | ひょ / ヒョ хё  |
| ま / マ ма  | み / ミ ми  | む / ム му  | め / メ мэ  | も / モ мо  | みゃ / ミャ мя  | みゅ / ミュ мю  | みょ / ミョ мё  |
| や / ヤ я   |             | ゆ / ユ ю   |             | よ / ヨ ё   |                 |                 |                 |
| ら / ラ ра  | り / リ ри  | る / ル ру  | れ / レ рэ  | ろ / ロ ро  | りゃ / リャ ря  | りゅ / リュ рю  | りょ / リョ рё  |
| わ / ワ ва  |             |             |             | を / ヲ о   |                 |                 |                 |
| ん / ン н   |             |             |             |             |                 |                 |                 |
|             |             |             |             |             |                 |                 |                 |
| が / ガ га  | ぎ / ギ ги  | ぐ / グ гу  | げ / ゲ гэ  | ご / ゴ го  | ぎゃ / ギャ гя  | ぎゅ / ギュ гю  | ぎょ / ギョ гё  |
| ざ / ザ дза | じ / ジ дзи | ず / ズ дзу | ぜ / ゼ дзэ | ぞ / ゾ дзо | じゃ / ジャ дзя | じゅ / ジュ дзю | じょ / ジョ дзё |
| だ / ダ да  | ぢ / ヂ дзи | づ / ヅ дзу | で / デ дэ  | ど / ド до  | ぢゃ / ヂャ дзя | ぢゅ / ヂュ дзю | ぢょ / ヂョ дзё |
| ば / バ ба  | び / ビ би  | ぶ / ブ бу  | べ / ベ бэ  | ぼ / ボ бо  | びゃ / ビャ бя  | びゅ / ビュ бю  | びょ / ビョ бё  |
| ぱ / パ па  | ぴ / ピ пи  | ぷ / プ пу  | ぺ / ペ пэ  | ぽ / ポ по  | ぴゃ / ピャ пя  | ぴゅ / ピュ пю  | ぴょ / ピョ пё  |

1) は /ha/, へ /he/ записуються як ва, э, коли використовуються як граматичні частки (відмінкові суфікси):
母は国へ帰る хаха ва куни э каэру (мати повертається на вкраїну)[уточнити]
2) Після голосних い /і/ записується як й:
臭い ніой (запах)
3) Перед голосними знак ん /ɴ/ записується як нъ:
純一 Дзюнъити
真一 Синъити
4) Перед б, п, м знак ん /ɴ/ записується як м:
本間 Хомма
5) Подвоєння приголосного звуку, що позначається маленьким っ записується подвоєнням наступної літери. Винятком є сполучення っつ, що записуєтеся як тцу:
一般 иппан (звичайний)
四つ ётцу (чотири)
6) Узвичаєні японські слова записуються без змін
東京 Токио (а не Токё)
横浜 Йокогама (а не Йокохама)
円 иена (а не эн)
寿司 суши (а не суси)
芸者 гейша (а не гэйся)